# San Juan Chamula
La città di San Juan Chamula (talvolta anche solo Chamula) è a capo del comune di Chamula, nello stato del Chiapas, Messico. Conta 2.959 abitanti secondo le stime del censimento del 2005 e le sue coordinate sono 16°47'N 92°41'W.

Dal 1983, in seguito alla divisione del Sistema de Planeación, è ubicata nella regione economica II: ALTOS. È situata 10 km a nord di San Cristóbal de las Casas, a 2.200 m di altezza.
La lingua che si parla oltre lo spagnolo è il tzotzil.
Un luogo notevole di Chamula è la locale chiesa, nella quale si celebrano riti di sincretismo religioso. L'edificio è di confessione cristiano cattolica.  All'interno si trovano statue di santi, ognuna delle quali porta uno specchio al collo, perché i fedeli vi si possano specchiare per l’auto confessione. 
Il pavimento è ricoperto di aghi di pino e di candele accese. Mancano le panche. I fedeli si riuniscono in gruppi inginocchiandosi o sedendosi a terra e celebrano riti di guarigione derivanti dall'antica cultura Maya.
L'aspetto più sconcertante è la presenza di pollame che viene sacrificato per assorbire e quindi eliminare le presenze negative dai fedeli; prima del sacrificio, l’animale viene passato sul corpo dell’infermo mentre si scandiscono preghiere di guarigione così da assorbirne i mali. Per i mali minori vengono utilizzate le uova; il tutto viene poi sepolto nella casa del fedele senza essere consumato.